# Furukawa Nobuhisa
Nobuhisa Furukawa (sinh ngày 15 tháng 10 năm 1994) là một cầu thủ bóng đá người Nhật Bản.

## Sự nghiệp câu lạc bộ
Nobuhisa Furukawa đã từng chơi cho Kataller Toyama.